# ایستگاه یوراکوچو
ایستگاه یوراکوچو (انگلیسی: Yūrakuchō Station) یک ایستگاه قطار واقع در منطقه چیودا-کو، توکیو در ژاپن است که توسط شرکت راه‌آهن شرق ژاپن و متروی توکیو اداره می‌شود.